# Mrákov
Mrákov (v chodském nářečí Mrákovo, německy Mraken; do roku 1892 Mrdákov) je obec v okrese Domažlice v Plzeňském kraji. Žije zde přibližně 1 200 obyvatel (v roce 2006 jich bylo 1160).

## Název
Původní název vesnice (Mrdákov, německy Mrdaken) se odvozuje ze staročeského slova „mrdat“ – kývat se, pohybovat se ze strany na stranu; význam tohoto slovního základu se však v průběhu doby posunul do polohy vnímané jako vrcholně neslušná (nejostřejší výraz pro soulož). Na konci 19. století se tedy vesnice nechala přejmenovat na „slušnější“ Mrákov; změnu povolilo c. k. ministerstvo záležitostí vnitřních ode dne 10. září 1892.

## Historie
První písemná zmínka o obci pochází z roku 1325. Je to jedna z 11 původních privilegovaných chodských vsí, jejichž obyvatelé vykonávali strážní službu k neměnnosti a ochraně hranic a k bezpečnosti obchodních stezek vedoucích do města Domažlice na jedné a bavorského městečka Furth im Wald na druhé straně. Privilegia obcí, tedy i Mrákova, potvrzuje listina českého krále Jana Lucemburského z roku 1325.
V 18. století zde vznikla škola, kterou v roce 1792 navštěvovalo 200 dětí z Mrákova (tehdy ještě Mrdákova), Klíčova a Tlumačova. V roce 1785 zde byla oddělením od domažlického děkanství zřízena fara. V letech 1811–1813 byl na místě dřívější kaple na návsi vybudován kostel zasvěcený svatému Vavřinci. Jedná se o trojlodní stavbu s hranolovou věží v průčelí.
24. listopadu 1990 byla s Mrákovem sloučena obec Klíčov, spolu se svými osadami Mlýneček, Nový Klíčov a Starý Klíčov.

## Obyvatelstvo
| Rok            | 1869  | 1880  | 1890  | 1900  | 1910  | 1921  | 1930  | 1950 | 1961  | 1970  | 1980  | 1991  | 2001  | 2011  | 2021  |
| -------------- | ----- | ----- | ----- | ----- | ----- | ----- | ----- | ---- | ----- | ----- | ----- | ----- | ----- | ----- | ----- |
| Počet obyvatel | 1 537 | 1 495 | 1 432 | 1 433 | 1 584 | 1 467 | 1 307 | 997  | 1 074 | 1 046 | 1 091 | 1 135 | 1 134 | 1 154 | 1 049 |
| Počet domů     | 242   | 252   | 254   | 249   | 247   | 238   | 259   | 262  | 238   | 240   | 251   | 278   | 321   | 342   | 358   |

## Obecní správa

### Části obce
- k. ú. Mrákov – část Mrákov
- k. ú. Klíčov u Mrákova – části Mlýneček, Nový Klíčov a Starý Klíčov
- k. ú. Smolov u Domažlic – část Smolov

### Seznam předsedů MNV a starostů
- 1919 – Raděj Jan čp. 63
- 1923 – Konop Jiří
- 1927 – Němec Josef čp. 35
- 1931 – Vondraš Jan čp. 8
- 1938 – Němec Josef čp. 90
- 1954 – Mleziva Václav čp. 52
- 1957 – Mleziva Václav čp. 52
- 1964 – Planěk Jaroslav
- 1970 – Vísner Josef

### Obecní symboly
Znak a vlajka byly obci uděleny rozhodnutím předsedy Poslanecké sněmovny Parlamentu České republiky dne 21. dubna 2020.

## Současnost
V současnosti je v obci základní a mateřská škola, otevřena je knihovna. Dále v obci aktivně působí řada spolků a sdružení:
- Sbor dobrovolných hasičů
- TJ Sokol Mrákov
- Chodský soubor Mrákov
- Chodský soubor Mráček
- Myslivecké sdružení Lišák

## Pamětihodnosti
- Kostel sv. Vavřince
- Kříž u kostela

## Galerie

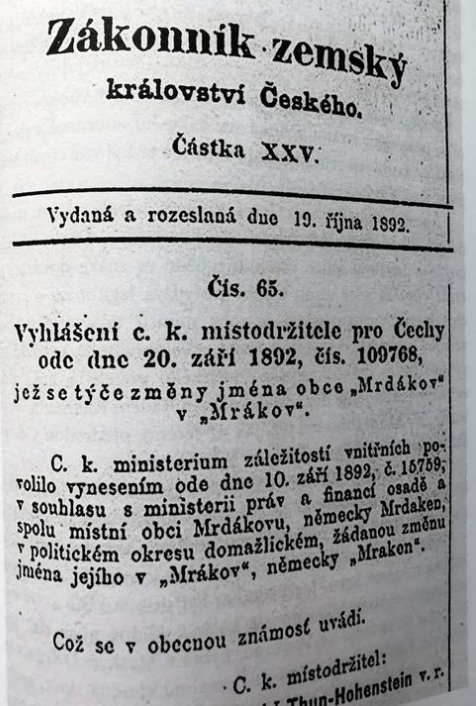
Rozhodnutí o změně jména obce z „Мrdákov“ na „Mrákov“ (1892)
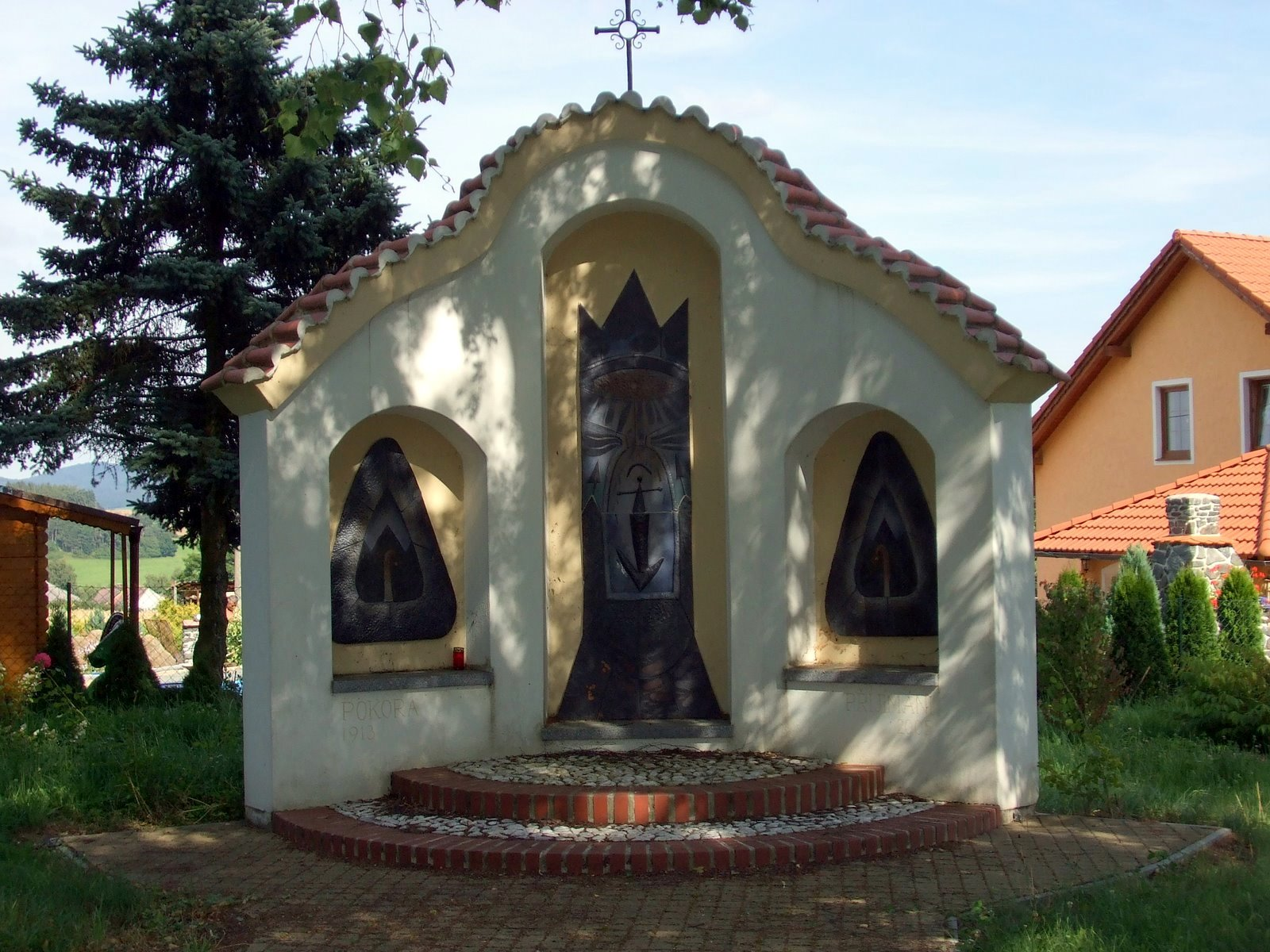
Kaplička v Mrákově
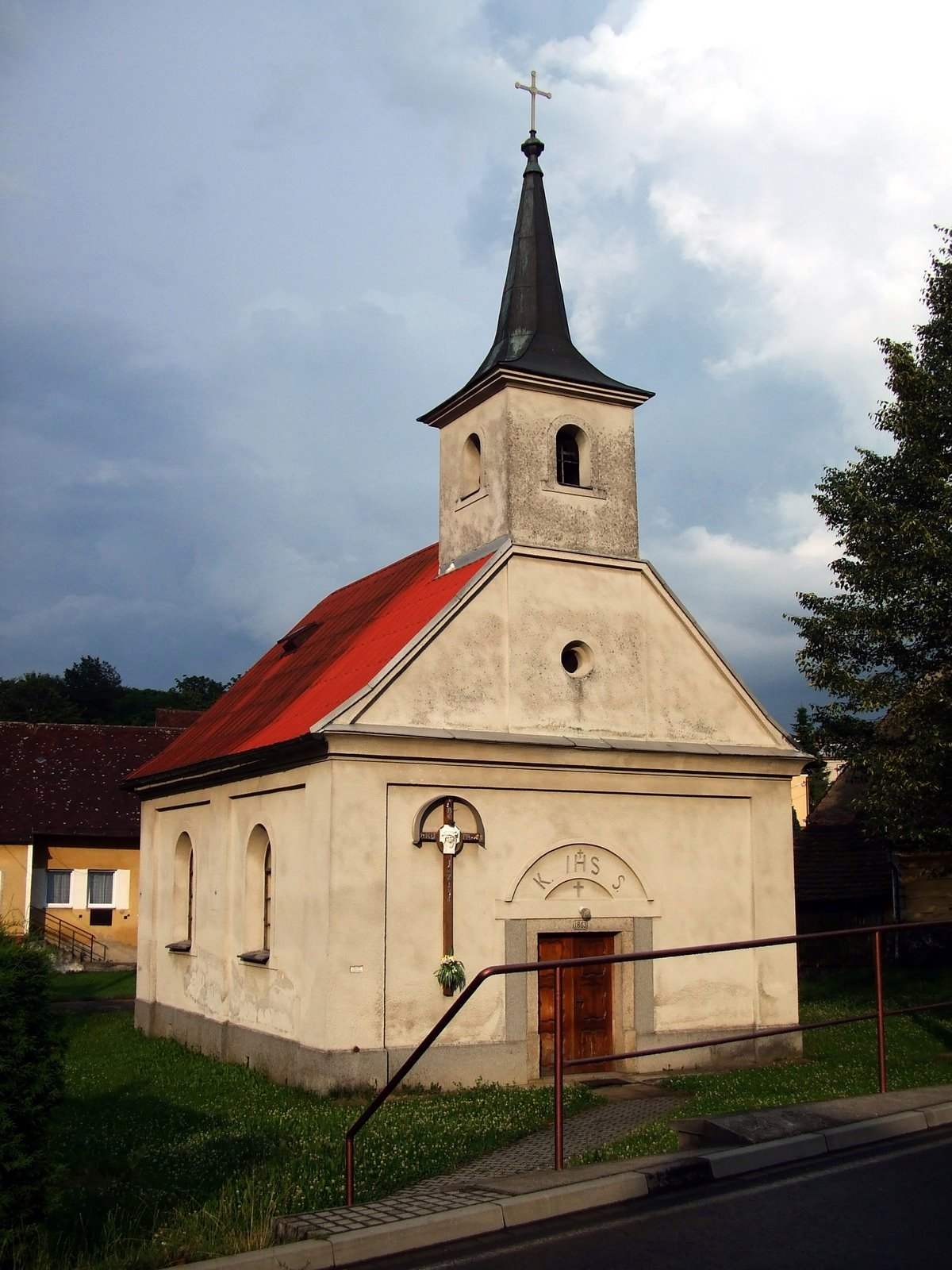
Kaplička ve Starém Klíčově
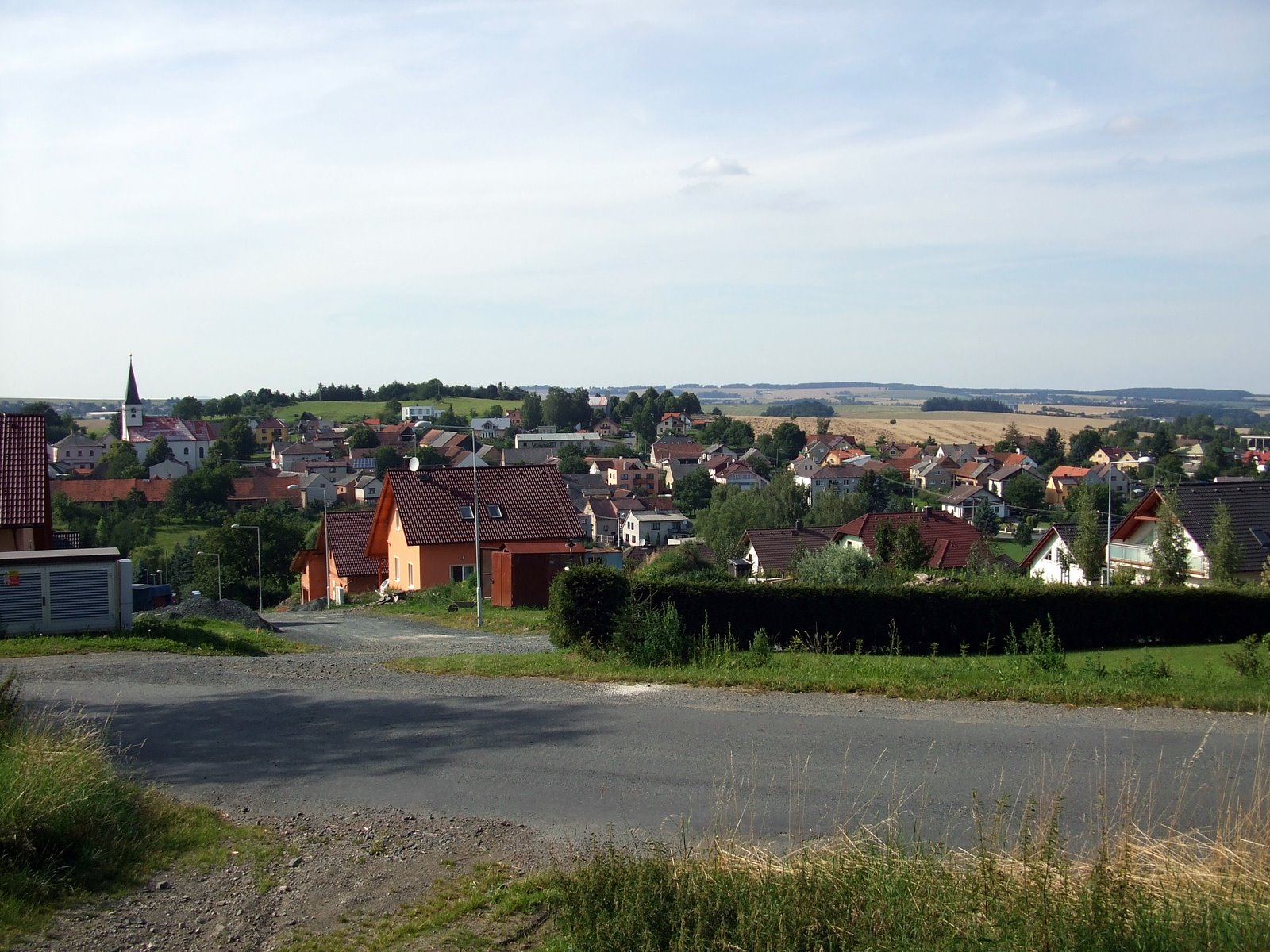
Mrákovské panorama
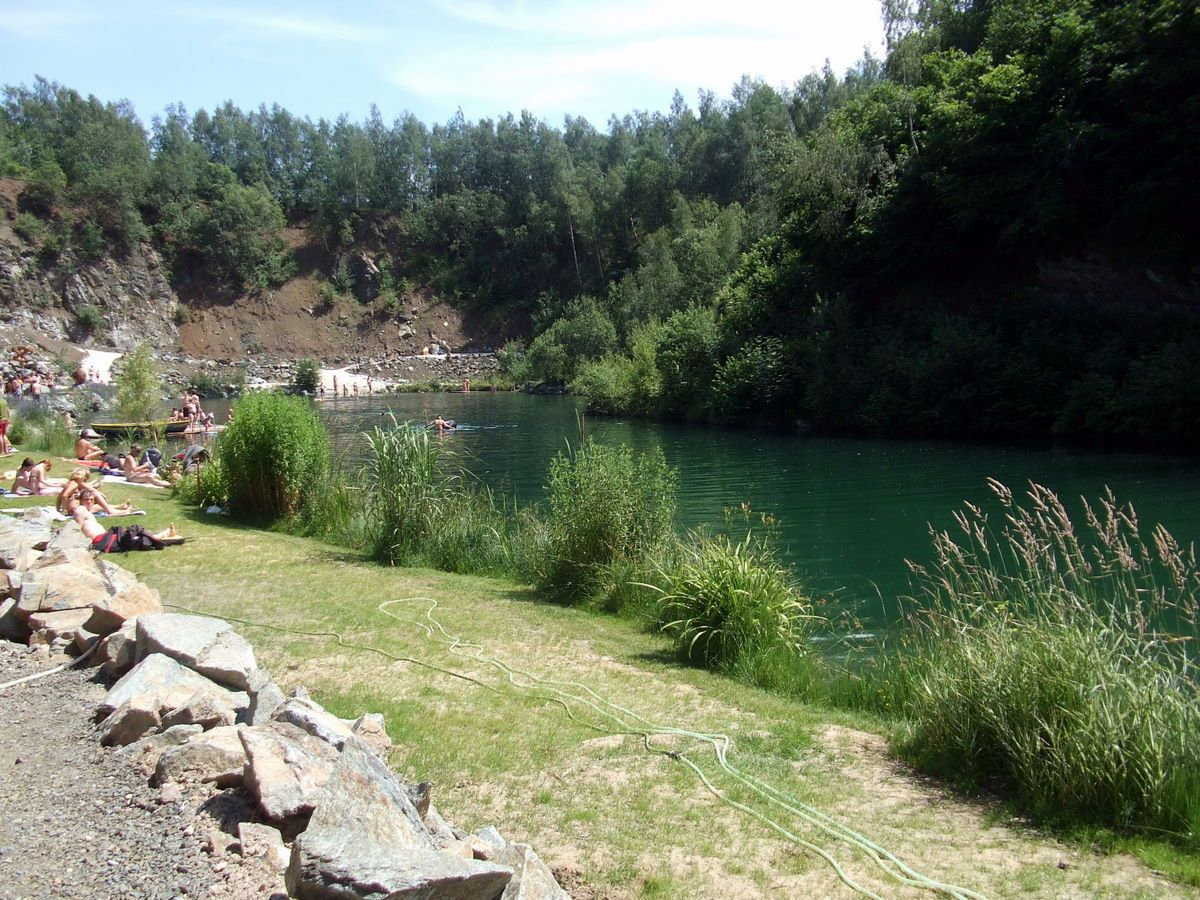
Lomeček u Starého Klíčova
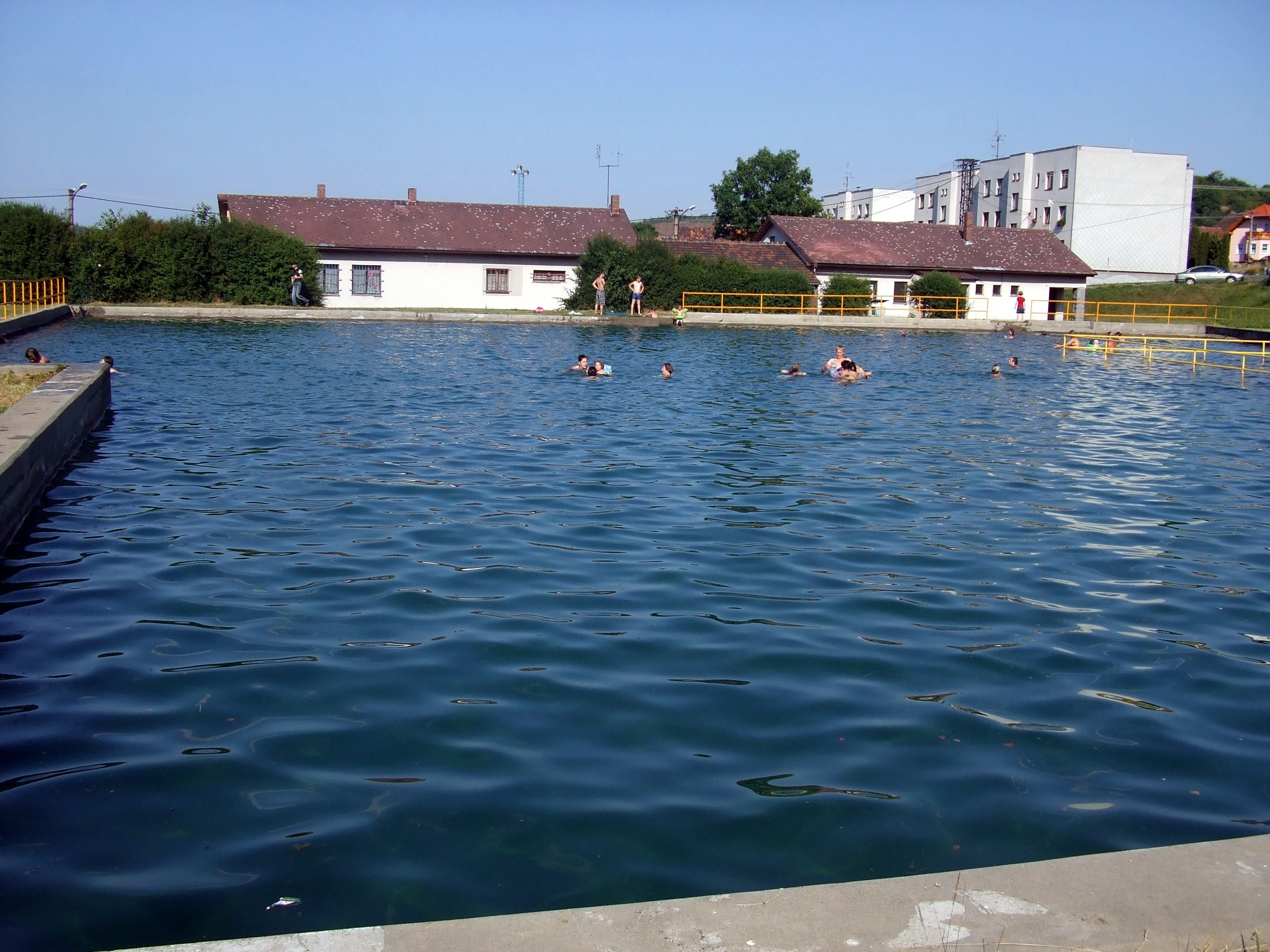
Koupaliště v Mrákově